# Y Herculis
Y Herculis, eller 33 Herculis, är en blåvit stjärna (spektralklass B9) av visuell magnitud 7,3 i stjärnbilden Herkules. Den har misstänkts vara variabel och har därför åsatts en variabeldesignation. Variationernas amplitud och karaktär är än så länge (2017) okända.